# Diecezja konstantynowska
Diecezja konstantynowska (łac. Dioecesis Constantinianus) – diecezja rzymskokatolicka w Algierii. Powstała w 1866. Od 1867 zjednoczona z tytularną stolicą biskupią Hippo.